# Heaven's Gate (Keldian)
Heaven's Gate è il primo album della band Symphonic power metal-fantascientifica norvegese Keldian

## Tracce
- Crusader - 3:33
- Heart of the Sun - 3:54
- Requiem for the Light - 3:54
- Heaven's Gate - 4:20
- Redshift - 5:57
- Salvation (Release Me) - 4:53
- Sundancer - 4:31
- Prophecy - 4:17
- Beyond the Stars - 3:39
- Plains of Forever - 8:41
- Hope (come bonus track nella versione giapponese)

Tutti i brani sono stati composti da Andresen/Aardalen

## Formazione
- Christer Andresen - voce, chitarra, basso
- Arild Aardalen - tastiere, seconda voce

## Altri musicisti
- Jørn Holen - percussioni
- Maja Svisdahl - cori
- Gunhild Mathea Olaussen - violino
- Mats Rybø - cori
- H-man - parlato

## Fonti
- (EN) Keldian - Heaven's Gate su Discogs.
- (EN) Keldian - Heaven's Gate su Google Play.